# Гай Флавий Фимбрия (легат)
Гай Фла́вий Фи́мбрия (лат. Gaius Flavius Fimbria, предположительно 115/114 — 84 годы до н. э.) — римский военачальник и политический деятель, участник Первой Митридатовой войны. Был легатом при Луции Валерии Флакке, возглавил солдатский мятеж и сам стал командующим. Успешно действовал против понтийцев. Позже его армия перешла на сторону Луция Корнелия Суллы, а Фимбрия покончил с собой.

## Происхождение
Гай Флавий принадлежал к незнатному плебейскому роду. Его отец был «новым человеком» (среди его предков не было высших римских магистратов) и сделал карьеру с большим трудом; в 104 году до н. э. он получил консулат.
У Гая-младшего был брат, преномен которого неизвестен. Этот Фимбрия погиб во время гражданской войны в 82 году до н. э.

## Биография
Рождение Гая Флавия исследователи предположительно относят к 115 или 114 году до н. э. Первые упоминания об этом нобиле относятся к 87 году до н. э. Уже тогда он принадлежал к числу сторонников Гая Мария и Луция Корнелия Цинны, развязавших очередную гражданскую войну (в связи с этим Орозий называет Фимбрию «пособником марианских преступлений», а Псевдо-Аврелий Виктор — «сателлитом Цинны»). Именно Гай Флавий возглавил посольство к самнитам, продолжавшим тогда войну против Рима, и убедил их присоединиться к марианцам, осаждавшим столицу; после взятия города он принял активное участие в расправе над врагами Мария. В частности, Фимбрия во главе конного отряда настиг и убил Публия Лициния Красса с сыном (по другим версиям, Публий успел убить сына и покончить с собой). Согласно Флору и Августину, братья Цезари, Луций и Гай, тоже были убиты Фимбрией.
В январе 86 года до н. э., на похоронах Гая Мария, Фимбрия набросился с мечом на верховного понтифика Квинта Муция Сцеволу и ранил его. Узнав, что рана не смертельна, Фимбрия вызвал Сцеволу в суд и на вопрос, в чём же он собирается обвинять свою жертву, ответил: «В том, что он не принял удара меча по самую рукоять» (историки видят здесь гладиаторскую терминологию).
За это нападение Гай Флавий так и не был наказан. В том же году он отправился на Балканы, где шла война с Митридатом Понтийским, в качестве легата при консуле-суффекте Луции Валерии Флакке. Согласно Плутарху и Аппиану, формальной задачей Флакка и двух его легионов была война с Митридатом, а реальной — война с принадлежавшим к другой римской «партии» проконсулом Луцием Корнелием Суллой; согласно Мемнону Гераклейскому, Флакк должен был действовать совместно с Суллой, если бы тот признал власть марианского сената. Наконец, в историографии высказывалось предположение, что Флакк, согласно изначальному плану, должен был двинуться в Азию, чтобы нанести Понту решающий удар, пока Сулла занят в Греции.
В любом случае, Флакк двинулся в Македонию, а потом перешёл Босфор. Ещё в Византии между ним и Фимбрией начались трения. Гай Флавий поссорился с квестором Флакка, и когда командующий вынес решение не в его пользу, затаил обиду. Дождавшись переправы командующего в Халкедон, Фимбрия заявил, что Флакк утаивает от солдат часть добычи, и взбунтовал ту часть войска, которая осталась в Византии. Флакк вернулся на европейский берег пролива, но подавить мятеж не смог, бежал и вскоре был убит. Армию возглавил Гай Флавий (начало 85 года до н. э.).
После этого активизировались действия против понтийцев. Фимбрия разгромил при Риндаке царевича Митридата, изгнал царя Митридата из Пергама и осадил его в городе Питана на побережье. Он предложил флотоводцу Суллы Луцию Лицинию Лукуллу заблокировать этот город со стороны моря, чтобы захватить царя в плен, но тот отказался это сделать. Позже Илион хотел было сдаться Сулле, но Гай Флавий убедил его жителей в своих дружеских намерениях, после чего те открыли ворота; римляне ворвались в город и устроили резню. По словам Страбона, Фимбрия очень гордился тем, что взял этот город за 10 дней, тогда как Агамемнону понадобилось для того же 10 лет.
Победы Фимбрии стали одной из тех причин, по которым Сулла поспешил заключить с Митридатом мирный договор на компромиссных условиях (лето 85 года до н. э.). После этого Сулла расположил свою армию рядом с фимбрианской (у города Фиатира) и потребовал от Гая, чтобы тот передал ему командование как полученное не по закону. Гай отказался это сделать, но его солдаты начали перебегать на сторону противника. В конце концов Фимбрия оставил армию и уехал в Пергам. Там в храме Асклепия он ударил себя мечом, а потом приказал своему рабу его добить.

## Оценки
Античные авторы сообщают, что Гай Флавий отличался буйным нравом, дерзостью и жестокостью. Марк Туллий Цицерон называет Фимбрию в связи с его нападением на Сцеволу «совершенно обезумевшим человеком». В целом античная традиция была враждебна по отношению к Гаю; по-видимому, ложью являются рассказы о том, что он унижался перед своими солдатами, чтобы удержать их от предательства, и что он подослал к Сулле убийц.